# プラズモン顕微鏡
プラズモン顕微鏡（プラズモンけんびきょう）とはプラズモンにより画像を得る顕微鏡の総称。

## 概要
一括してプラズモン顕微鏡と称するものの、プラズモンを利用するという共通点以外、その撮像原理は大きく異なる。走査型近接場光顕微鏡の概念を適用する事により分解能を高める方法と走査型プローブ顕微鏡の手法を適用して分解能を高める手法等がある。

## 表面プラズモン共鳴顕微鏡
金属と誘電体の界面を伝播する電子密度波である表面プラズモンによって画像を得る表面プラズモン顕微鏡では試料表面の屈折率分布、形状、膜厚などを可視化する。走査型近接場光顕微鏡と同様に試料にレーザー光を照射して近接場光と試料境界界面の波数が一致すればプラズモン共鳴が生じて反射光のエネルギーは著しく減衰して反射率の角度分布に窪みができる。共鳴角は誘電率の屈折率に依存するのでその角度から誘電率の分布を可視化できる。

## 局在プラズモン共鳴顕微鏡
局在プラズモン顕微鏡は走査型プローブ顕微鏡の一種で微小な金属球に局在化される表面プラズモンを利用して可視化する。分解能はレーザー光の波長よりも短く、金属球の直径で決まる。

## 用途
- 材料分析
- 生物の観察
- 分子反応の観察